# Jagathala
Jagathala là một thị xã panchayat của quận The Nilgiris thuộc bang Tamil Nadu, Ấn Độ.

## Nhân khẩu
Theo điều tra dân số năm 2001 của Ấn Độ, Jagathala có dân số 14.657 người. Phái nam chiếm 49% tổng số dân và phái nữ chiếm 51%. Jagathala có tỷ lệ 79% biết đọc biết viết, cao hơn tỷ lệ trung bình toàn quốc là 59,5%: tỷ lệ cho phái nam là 86%, và tỷ lệ cho phái nữ là 73%. Tại Jagathala, 9% dân số nhỏ hơn 6 tuổi.